# George Mikan
George Lawrence Mikan jr. (Joliet, 18 giugno 1924 – Scottsdale, 1º giugno 2005) è stato un cestista, allenatore di pallacanestro e dirigente sportivo statunitense, ritenuto uno dei migliori giocatori dei primi anni della National Basketball Association.
Nel primo anno della sua carriera giocò nella NBL, per poi trasferirsi nell'allora BAA nel 1947, vestendo la maglia numero 99 dei Minneapolis Lakers. Mikan divenne la prima grande stella della storia della lega, e contribuì notevolmente all'aumento della sua popolarità.
Con lui i Lakers divennero la prima dinastia della storia della lega, che vinse cinque anelli in sei stagioni tra il 1949 e il 1954. Era soprannominato Mr. Basketball e The Gentle Giant, per via della sua personalità amichevole dentro e fuori dal campo.
È l'unico vincitore di 7 anelli totali nelle 3 leghe che hanno fatto la storia del professionismo americano (eccetto la successiva ABA di cui divenne in seguito il primo Commissioner):
- NBL (1947 Chicago Gears - 1948 Minneapolis Lakers)
- BAA (1949 Minneapolis Lakers)
- NBA (1950, 1952, 1953, 1954 Minneapolis Lakers).

Vinse il titolo di MVP nella NBL nel 1948, mentre dal 1949 al 1953 fu il più votato nell'All Team dell'BAA e NBA (che istituirono il premio MVP nel 1956).
Ha detenuto il record di sempre di punti in una singola partita in NBA: in assoluto con 61 punti realizzati il 20 Gennaio 1952, nei Playoff NBA con 47 punti messi a segno il 29 Marzo 1952 e nelle NBA Finals con 40 punti fatti segnare il 23 Aprile 1950, oltre al record in BAA con 53 punti realizzati il 27 Febbraio 1949.
Detiene i record nei Playoff BAA con 47 punti e nelle BAA Finals con 42 punti, in NBL con 42 punti e nei Playoff NBL con 47 punti realizzati con la maglia dei Chicago American Gears.
Al momento del ritiro con 11.764 punti realizzati tra NBL, BAA e NBA in 520 partite era il migliore marcatore di sempre del basket professionistico statunitense.
Nel 1950 fu dichiarato il miglior giocatore della storia della pallacanestro.

## Caratteristiche tecniche
Alto 2,08 metri, era un giocatore veramente imponente per l'epoca. Grande rimbalzista e stoppatore, insieme a Ray Meyer, suo allenatore al college, inventò il cosiddetto gancio, una tecnica di tiro che si diffuse velocemente in quegli anni, per poi evolversi nei decenni successivi. Inoltre era ambidestro, e fu il primo a tirare i liberi a due mani partendo dal basso, prima che questo divenisse una caratteristica di Rick Barry.

## Carriera

### Formazione giovanile e college
La carriera cestistica di Mikan fu ripetutamente ostacolata negli anni della giovinezza: infatti, George fu escluso dalla squadra del suo istituto, e venne rifiutato anche dal college di Notre Dame presso il quale si era inizialmente iscritto. Passò dunque alla DePaul University, con l'intenzione di dedicarsi esclusivamente allo studio, ma fu notato, anche in virtù della notevole altezza di 2,08 metri, dall'allenatore della squadra universitaria Ray Meyer, che ne seguì molto attentamente la maturazione e ne curò la crescita tecnica con allenamenti durissimi. I risultati giunsero e molto più proficui del previsto: George perfezionò in maniera devastante la tecnica offensiva, affinando il gancio ed il movimento in post, tanto da guidare per due stagioni consecutive la classifica dei marcatori del torneo NCAA.
Alla DePaul fu eletto miglior giocatore del National Invitation Tournament 1945. Nel 1946, ormai maturo sotto il profilo atletico, tecnico e mentale, Mikan approdò al basket professionistico con i Chicago American Gears, franchigia militante nella NBL.

### Carriera professionistica
I Gears trovarono immediatamente in Mikan una guida ineccepibile, che li condusse senza grosse difficoltà alla conquista del titolo. La stagione successiva, i Chicago Gears furono trascinati dal presidente Maurice White nello sfortunato esperimento della Professional Basketball League of America, che fallì dopo nemmeno un mese trascinando con sé tutte le franchigie iscritte; Mikan vinse comunque nel 1946 il riconoscimento di MVP del World Professional Basketball Tournament. I giocatori vennero smistati fra le squadre della NBL attraverso un "dispersal draft", e Mikan fece così capolino ai Minneapolis Lakers.
Tale era la sua predominanza sugli altri lunghi che l'NBA raddoppiò le dimensioni dell'area dei tre secondi per tenerlo il più possibile lontano da canestro.
I Lakers di Mikan trovarono in breve il trionfo sin dalla stagione 1948, per poi trasferirsi l'anno seguente nella BAA (L'attuale NBA). Mikan fu ancora protagonista assoluto ed assicurò alla sua squadra il secondo anello consecutivo. Con i Lakers vinse anche il World Professional Basketball Tournament, venendo eletto miglior giocatore per la seconda volta a distanza di due anni. In questi primi anni George rese il suo dominio in campo un fattore trascendentale, assolutamente impossibile da arginare per gli avversari per tecnica, fisico ed agilità; ogni giocata offensiva dei Lakers e difensiva degli avversari si accentrava ossessivamente attorno a Mikan. Il suo strapotere era tale che le squadre avversarie, pur di far arrivare il meno possibile la palla in mano ai Lakers ed a Mikan, restavano in attacco per moltissimo tempo con azioni interminabili. Fu così che la NBA fu costretta ad inserire la regola dei 24 secondi per il possesso offensivo, oltre al divieto del goaltending difensivo.
Al termine del 1949 le due leghe (BAA e NBL) si fusero nella NBA. Nonostante l'elevato livello medio della neonata NBA, i Lakers giunserò ancora una volta alla vittoria nei playoff, aggiudicandosi il 3º titolo consecutivo di squadra ed il 4º di fila per Mikan. Nel 1951 fu interrotta la striscia vincente di Minneapolis, in favore dei Rochester Royals soprattutto a causa della frattura alla gamba occorso a Mikan prima della Western Division Finals, che comunque giocò menomato tutte le partite della serie chiudendo lo stesso con 23,7 punti di media a partita. L'attesa durò molto poco: il dominio dei Lakers fu infatti riconfermato per tre stagioni consecutive (1952, 1953, 1954), e Mikan si confermò ancor di più assoluto dominatore dei parquet di tutta l'America.
A conclusione dei play-off, Mikan annunciò al mondo il suo ritiro dal basket, che lo avrebbe allontanato dalla palla a spicchi per una sola stagione: Mikan abbozzò un rientrò nella stagione 1955-56, che però concluse dopo meno di 40 partite a causa della mancanza di forma.
George Mikan fu il primo Commissioner dell'ABA dal 1967 al 1969: in cui venne introdotta sia la linea dei 3 punti che la famosa palla rossa, bianca e blu.
Nella metà degli anni 80 fece parte di un comitato per far tornare una squadra professionistica di pallacanestro a Minneapolis, quasi 25 anni dopo che i Lakers erano stati trasferiti a Los Angeles nel 1960, e dopo che i Minnesota Muskies e Minnesota Pipers avevano cessato di esistere in ABA.
Questa iniziativa ebbe successo e portò alla creazione in NBA di una nuova franchigia nella stagione 1989-1990, i Minnesota Timberwolves.
Celebre fu la scritta esposta un giorno al di fuori del Madison Square Garden di New York, che annunciava la partita del giorno: "I New York Knickerbockers contro George Mikan", a testimonianza del suo strapotere sul campo. Mikan stesso raccontò che prima della partita, negli spogliatoi, nessuno dei suoi compagni volle cambiarsi, innervositi proprio dal cartellone esposto fuori dal Garden. Alla fine tuttavia riuscì a convincerli a entrare in campo.
Il 30 Ottobre 2022 i Lakers hanno ritirato la sua maglia numero 99.

## Morte
Nei suoi ultimi anni soffrì di diabete e insufficienza renale, a tal punto che i medici furono costretti ad amputargli la gamba destra sotto il ginocchio. Morì il 1º giugno 2005 a Scottsdale (Arizona), per complicazioni dovute al diabete e ad altri disturbi.

## Statistiche
| † | Denota le stagioni in cui ha vinto il titolo |
| * | Primo nella lega                             |
| * | Record NBL                                   |

NBL-BAA-NBA

### Regular Season
| Anno             | Squadra                  | PG  | PT | MP   | TC%  | 3P% | TL%  | RP    | AP  | PRP | SP | PP    |
| ---------------- | ------------------------ | --- | -- | ---- | ---- | --- | ---- | ----- | --- | --- | -- | ----- |
| 1946-1947†       | Chicago Gears (NBL)      | 25  | -  | -    | -    | -   | 72,6 | -     | -   | -   | -  | 16,5* |
| 1947-1948†       | Minneapolis Lakers (NBL) | 56  | -  | -    | -    | -   | 75,2 | -     | -   | -   | -  | 21,3* |
| 1948-1949†       | Minneapolis Lakers (BAA) | 60  | -  | -    | 41,6 | -   | 77,2 | -     | 3,6 | -   | -  | 28,3* |
| 1949-1950†       | Minneapolis Lakers (NBA) | 68  | -  | -    | 40,7 | -   | 77,9 | -     | 2,9 | -   | -  | 27,4* |
| 1950-1951        | Minneapolis Lakers       | 68  | -  | -    | 42,8 | -   | 80,3 | 14,1  | 3,1 | -   | -  | 28,4* |
| 1951-1952†       | Minneapolis Lakers       | 64  | -  | 40,2 | 38,5 | -   | 78,0 | 13,5* | 3,0 | -   | -  | 23,8  |
| 1952-1953†       | Minneapolis Lakers       | 70  | -  | 37,9 | 39,9 | -   | 78,0 | 14,4* | 2,9 | -   | -  | 20,6  |
| 1953-1954†       | Minneapolis Lakers       | 72  | -  | 32,8 | 38,0 | -   | 77,7 | 14,3  | 2,4 | -   | -  | 18,1  |
| 1955-1956        | Minneapolis Lakers       | 37  | -  | 20,7 | 39,5 | -   | 77,0 | 8,3   | 1,4 | -   | -  | 10,5  |
| Carriera NBL     | Carriera NBL             | 81  | -  | -    | -    | -   | 74,6 | -     | -   | -   | -  | 19,9* |
| Carriera BAA-NBA | Carriera BAA-NBA         | 439 | -  | 34,4 | 40,4 | -   | 78,2 | 13,4  | 2,8 | -   | -  | 23,1  |

#### Massimi in carriera
Regular Season
- Massimo di punti: 61 vs Rochester Royals (20 gennaio 1952)
- Massimo di rimbalzi: 36 vs Philadelphia Warriors (4 marzo 1952)*
- Massimo di assist: 8 vs New York Knicks (1º febbraio 1950)

(* tenendo conto dei dati BAA/NBA al momento disponibili e che le statistiche dei rimbalzi vennero registrate solo dalla stagione NBA 1950-1951)

### Play-off
| Anno             | Squadra                  | PG  | PT | MP   | TC%  | 3P% | TL%  | RP    | AP  | PRP | SP | PP    |
| ---------------- | ------------------------ | --- | -- | ---- | ---- | --- | ---- | ----- | --- | --- | -- | ----- |
| 1947†            | Chicago Gears (NBL)      | 11* | -  | -    | -    | -   | 76,0 | -     | -   | -   | -  | 19,7* |
| 1948†            | Minneapolis Lakers (NBL) | 10  | -  | -    | -    | -   | 70,8 | -     | -   | -   | -  | 24,4* |
| 1949†            | Minneapolis Lakers (BAA) | 10  | -  | -    | 45,4 | -   | 80,2 | -     | 2,1 | -   | -  | 30,3* |
| 1950†            | Minneapolis Lakers (NBA) | 12* | -  | -    | 38,3 | -   | 78,8 | -     | 3,0 | -   | -  | 31,3* |
| 1951             | Minneapolis Lakers       | 7   | -  | -    | 40,8 | -   | 80,0 | 10,6  | 1,3 | -   | -  | 24,0* |
| 1952†            | Minneapolis Lakers       | 13  | -  | 42,5 | 37,9 | -   | 79,0 | 15,9* | 2,8 | -   | -  | 23,6* |
| 1953†            | Minneapolis Lakers       | 12* | -  | 38,6 | 36,6 | -   | 73,2 | 15,4* | 1,9 | -   | -  | 19,8  |
| 1954†            | Minneapolis Lakers       | 13* | -  | 32,6 | 45,8 | -   | 81,3 | 13,2  | 1,9 | -   | -  | 19,4  |
| 1956             | Minneapolis Lakers       | 3   | -  | 20,0 | 37,1 | -   | 76,9 | 9,3   | 1,7 | -   | -  | 12,0  |
| Carriera NBL     | Carriera NBL             | 21  | -  | -    | -    | -   | 73,4 | -     | -   | -   | -  | 22,0* |
| Carriera BAA-NBA | Carriera BAA-NBA         | 70  | -  | 36,6 | 40,4 | -   | 78,6 | 13,9  | 2,2 | -   | -  | 24,0  |

#### Massimi in carriera
Play-off
- Massimo di punti: 47 vs Rochester Royals (29 marzo 1952)
- Massimo di rimbalzi: 23 vs Fort Wayne Pistons (23 marzo 1953)*
- Massimo di assist: 8 vs Syracuse Nationals (14 aprile 1950)

(* tenendo conto dei dati BAA/NBA al momento disponibili e che le statistiche dei rimbalzi vennero registrate solo dalla stagione NBA 1950-1951)

## Palmarès
- Campionato NIT: 1

DePaul B. Demons: 1945
- Campionato NBL: 2

Chicago American Gears: 1947
Minneapolis Lakers: 1948
- Campionato BAA: 1

Minneapolis Lakers: 1949
- Campionato NBA: 4

Minneapolis Lakers: 1950, 1952, 1953, 1954
- NIT Most Valuable Player: 1945
- NBL Rookie of the Year: 1946
- 2 volte MVP World Professional Basketball Tournament (1946, 1948) (record condiviso con Buddy Jeannette)
- NBL Most Valuable Player: 1948
- Ha vinto la classifica dei realizzatori per quattro anni di fila: 1948 (NBL) 1949 (BAA), 1950 (NBA), 1951 (NBA).
- All-NBL: 2

First Team: 1947, 1948
- All-BAA: 1

First Team: 1949
- All-NBA: 5

First Team : 1950, 1951, 1952, 1953, 1954
- NBA All-Star Game: 4

1951, 1952, 1953, 1954
- MVP dell'All-Star Game: 1

1953
- Si è aggiudicato per due anni, 1952 e 1953, il titolo di miglior rimbalzista (l'NBA ha iniziato a fare il conteggio dei rimbalzi soltanto a partire dalla stagione 1950-51).
- Detiene il record per la maggior percentuale di punti segnati da un giocatore in una partita sul totale di squadra: il 22 Novembre 1950 contro i Fort Wayne Pistons, nel corso della partita col più basso punteggio nella storia della NBA (19 a 18 per i Pistons), Mikan mise a segno 15 dei 18 punti totali dei Minneapolis Lakers, per una percentuale dell'83,3% sul totale di squadra. Suo è sempre il record comprendente anche partite che abbiano avuto un più alto punteggio totale: il 20 Gennaio 1952 nella vittoria dopo due overtime contro i Rochester Royals mettendo a referto ben 61 punti dei 91 segnati dai Lakers, il 67,0% sul totale di squadra.
- Decimo migliore giocatore di sempre per rimbalzi a partita NBA in regular season (13,40 rimbalzi a partita)
- Settimo migliore rimbalzista di sempre per rimbalzi a partita NBA nei Playoff (13,9 rimbalzi a partita)
- Incluso tra i 10 migliori giocatori nel venticinquesimo anniversario della NBA
- Incluso tra gli 11 migliori giocatori nel trentacinquesimo anniversario della NBA
- Inserito tra i 50 migliori giocatori del cinquantenario della NBA
- Inserito nel NBA 75th Anniversary Team